# Вуйин, Марко
Марко Вуйин (серб. Марко Вујин / Marko Vujin; род. 7 декабря 1984, Бачка-Паланка) — сербский гандболист, правый полусредний венгерского клуба «Пик» и сборной Сербии. Серебряный призёр чемпионата Европы 2012 года.

## Карьера

### Клубная
Воспитанник школы клуба «Синтелон», дебютировал в его составе в первой сербской лиге. В 2003 году переехал в Венгрию, где на протяжении четырёх лет выступал за команду «Дунаферр», в составе которой хотя и не выиграл никаких чемпионских титулов, но стал лучшим бомбардиром в сезоне 2005/2006. По окончании контракта перешёл в титулованный «Веспрем», в составе которого в 2008 году выиграл Кубок обладателей Кубков, а всего за пять лет завоевал пять чемпионских титулов и пять Кубков страны. В 2008 году его безуспешно пытался выкупить «Гуммерсбах». С 2012 года выступает за немецкий «Киль», с ним выиграл свой первый трофей в том же году — Суперкубок Германии.

### В сборной
В сборной Марко сыграл 126 матчей и забил 489 мячей. Участник чемпионата мира 2011 года, Олимпиады в Лондоне 2012 года, серебряный призёр чемпионата Европы.

## Титулы

### Клубные
- Чемпион Венгрии: 2008, 2009, 2010, 2011, 2012, 2021
- Победитель Кубка Венгрии: 2007, 2009, 2010, 2011, 2012
- Чемпион Германии: 2013
- Победитель Кубка Германии: 2013
- Победитель Суперкубка Германии: 2012
- Победитель Кубка обладателей кубков: 2008

### В сборной
- Вице-чемпион Европы: 2012

## Статистика[6]
Статистика Марко Вуйина к сезону 2018/19 указана на 13.6.2019
| Сезон        | Клуб    | Лига       | Матчи | Голы | 7-метр | Голы |
| ------------ | ------- | ---------- | ----- | ---- | ------ | ---- |
| 2012/13      | ГК Киль | Бундеслига | 34    | 150  | 44     | 106  |
| 2013/14      | ГК Киль | Бундеслига | 34    | 248  | 66     | 182  |
| 2014/15      | ГК Киль | Бундеслига | 36    | 156  | 31     | 125  |
| 2015/16      | ГК Киль | Бундеслига | 32    | 143  | 35     | 108  |
| 2016/17      | ГК Киль | Бундеслига | 34    | 143  | 20     | 123  |
| 2017/18      | ГК Киль | Бундеслига | 31    | 103  | 21     | 82   |
| 2018/19      | ГК Киль | Бундеслига | 16    | 19   | 11     | 8    |
| 2012-по н.в. | Итого   | Бундеслига | 217   | 961  | 228    | 733  |